# Tetraodon pustulatus
 Tetraodon pustulatus és una espècie de peix de la família dels tetraodòntids i de l'ordre dels tetraodontiformes.

## Morfologia
- Els mascles poden assolir 36 cm de longitud total.[1][2]

## Hàbitat
És un peix de clima tropical i demersal.

## Distribució geogràfica
Es troba a Àfrica: riu Cross a Nigèria.

## Observacions
És inofensiu per als humans.